# Mi tío Benjamin
Mi tío Benjamin (en francés, Mon oncle Benjamin!) es una película francesa dirigida por Édouard Molinaro. Existe otra versión de la película titulada "No te preocupes" (en francés, Ne Goryuy!) que fue dirigida por Georgian Georgi Daneliya. Ambas películas están basadas en una novela gráfica de Claude Tiller, de los años 1842.

## Argumento
1750, el tiempo del rey Luis XV. Benjamin (Jacques Brel) está enamorado de la joven Manette (Claude Jade), la hija del posadero, pero la bella no quiere ceder a los propósitos del joven médico más que con un acta del matrimonio en las manos. Manette está enamorada de él, pero se niega a entregarle su virginidad si antes no se casa con ella. Un incidente con el marqués de Cambyse (Bernard Blier) envía a Benjamín a prisión, pero su joven amigo el vizconde de Pont-Cassé (Bernard Alane) consigue que el rey Luis XV cambie su condena a prisión por el destierro. La escena final nos muestra a Benjamín, su sobrino adoptivo Gaspar (Dominique de Keuchel) y su amada Manette camino del exilio. Pero antes, hacen un alto cerca de un río y, mientras el chiquillo se dedica a pescar el almuerzo, la pareja decide hacer uso del “capital” de Manette (su virginidad) sin haber pasado antes por la iglesia.

### Recension
La película de Molinaro se mantiene increíblemente fresca, con una edición muy ágil, con actores famosas Jacques Brel e Claude Jade, con una música excelente (de François Rauber y el propio Jacques Brel) y unas actuaciones encantadoras, chispeantes, muy a tono con el género. Jacques Brel e Claude Jade se destaca por su espontaneidad y su simpatía. Es el clásico galán feo, pero irresistible, que se encuentra a menudo en el cine francés.
- Datos: Q1195580